# Massacre d'al-Koubeir
Le massacre d'Al-Koubeir est une tuerie de masse perpétrée par les chabihas, milices pro-régime, le 6 juin 2012 à Al-Koubeir, une localité située dans la région de Hama, en Syrie. 

## Description
Selon l'Observatoire syrien des droits de l'homme (OSDH), au moins 55 personnes ont été tuées, dont 18 femmes et enfants. Le Conseil national syrien, principale coalition de l'opposition, qui dénombre 80 morts, accuse « le régime criminel d'Assad ». Le gouvernement syrien dément qu'un tel massacre ait eu lieu. Le général Robert Mood, chef de la mission d'observation de l'ONU dépêchée en Syrie, annoncé le 7 juin 2012, que des observateurs de l'ONU déployés en Syrie ont été empêchés, entre autres, par des barrages des militaires de l'armée syrienne, de se rendre sur les lieux. Pour le médecin humanitaire Jacques Bérès, « le fait que les observateurs étrangers aient été interdits d'accès contredit à lui seul la thèse du gouvernement » syrien.
Ce nouveau massacre intervient moins de deux semaines après le massacre de Houla qui a suscité des condamnations internationales. Selon des paysans de la région, des tanks ont encerclé et pilonné le village dans l'après-midi, avant d'y pénétrer, en compagnie de chabihas dotés d'armes blanches. Des témoins affirment avoir aperçu des miliciens pro-régime qu'ils connaissaient personnellement, en compagnie de forces loyalistes, se diriger vers al-Koubeir avant que le massacre ne commence. 
Selon un témoin vivant non loin d'Al-Koubeir, sunnite, le massacre a commencé vers 14h00 (11H00 GMT) alors que « le village était cerné par des chars et des troupes qui ont bombardé Al-Koubeir, sans interruption jusqu'à 20h00 ». Il ajoute que « les Shabiha, miliciens partisans de Bachar el-Assad appartenant à la minorité alaouite du clan Assad, sont venus de villages alaouites proches, et sont entrés dans Al-Koubeir, avec des armes à feu et des couteaux ». 
Le gouvernement syrien, qui dément l'existence de ce massacre, a déclaré que « ce que quelques médias ont rapporté sur ce qui s'est passé à Al-Koubeir est complètement faux » et dénonce « un groupe terroriste ayant commis un crime odieux dans la région de Hama qui a fait 9 victimes. » et évoque un simple accrochage entre ses forces de sécurité et des « terroristes ». 
Le 7 juin 2012 Ban Ki-moon, secrétaire général de l’ONU qui s’adresse à l'Assemblée générale des Nations unies à New York, indique que des observateurs de l’ONU qui tentaient de se rendre sur le lieu du massacre ont été la cible de « tirs à l’arme légère ». Il n'est pas fait état de blessés parmi les observateurs. Il a qualifié de « scandaleux et révoltant » ce massacre et déclaré que « le président syrien Bachar al-Assad avait perdu toute légitimité ».
Le 8 juin, l'ONU réussit à entrer dans Al-Koubeir, et trouve des traces du massacre. Un journaliste accompagnant la mission de l'ONU décrit une maison qui semble avoir été la cible d'un char et d'armes de différents calibres, une autre, détruite par le feu, dans laquelle flottait l'odeur de chair brûlée, une autre ensanglantée et avec des restes parmi des biens épars, le bétail abattu. Les habitants déclarent que presque tous les habitants sont morts, mais il n'y a pas de corps. Selon les militants, des forces gouvernementales sont venues récupérer de nombreux corps après le massacre commis par les chabbiha. Un observateur de l'ONU affirme qu'une trace a été laissée par un véhicule militaire sur une route.
Le gouvernement syrien nomme sa propre commission d'enquête. Cependant, alors qu'elle exonère le régime de toute responsabilité et accuse des "terroristes armés", le juge Talal Hushan, chef de cette commission d'enquête, démissionne pour protester contre les crimes commis délibérément par le régime contre des civils, et annonce sur Youtube le 25 juillet qu'il a personnellement été témoin de la découverte de quatre enfants exécutés à bout portant ; il accuse le régime et les chabihas d'être responsables du massacre, y compris les assassinats de femmes et d'enfants,,.
Selon l'ONG Pro-Justice, un commandant des Forces de défense nationale (NDF, une milice affiliée à l’armée syrienne), Simon al-Wakil, et ses hommes, auraient participé au massacre d’al-Koubeir.

## Analyse
Pour Frédéric Pichon, le massacre ressemble davantage à une opération de vendetta, dans un contexte de guerre civile généralisée, entre clans pro-et anti-régime et entre communautés. Il évoque la possibilité que le massacre ait impliqué des familles sunnites rivales.
Pour Thomas Pierret, autre chercheur spécialiste de la Syrie, les versions accusant des groupuscules d'être les auteurs des massacres semblent au contraire totalement invraisemblables. 
Pour Jacques Bérès, c'est une nouvelle provocation du régime, avec des milices de régions alaouites proches, afin d'emporter tout le monde vers un affrontement ethnique et une guerre civile.